# Bihen
Bihen (kinesiska: 碧痕, 碧痕镇) är en köping i Kina. Den ligger i provinsen Guizhou, i den sydvästra delen av landet, omkring 180 kilometer sydväst om provinshuvudstaden Guiyang. Antalet invånare är 15858. Befolkningen består av 7 526 kvinnor och 8 332 män. Barn under 15 år utgör 31 %, vuxna 15-64 år 62 %, och äldre över 65 år 6,0 %.